# Bahnhof Geisenheim
Der Bahnhof Geisenheim ist ein Bahnhof in der Stadt Geisenheim im Rheingau an der rechten Rheinstrecke zwischen Wiesbaden und Koblenz.

## Geschichte
Der Bahnhof wurde am 11. August 1856 mit dem Streckenabschnitt Wiesbaden–Rüdesheim der Nassauischen Rheinbahn westlich der Beinstraße eröffnet.
1886 wurde der Bahnhof zum heutigen Standort um wenige hundert Meter in Richtung Osten verlegt und erhielt ein in diesem Jahr errichtetes Empfangsgebäude wahrscheinlich nach Plänen von Paul Rowald, das um 1900 erweitert wurde. Der Typenbau unterscheidet sich von denen in der Bahnhöfen Hattenheim und Assmannshausen nur in der Fassadengestaltung. Das traufenständige Gebäude ist aus hellem Backstein mit neugotischen Formen. Das Gebäude hatte im Erdgeschoss spitzbogige Fenster mit Segmentbögen, einen übergiebelten Risalit mit einem preußischen Wappenadler am Schlussstein des Fensters und auf der Ostseite einen einstöckigen Anbau, in dem der Warteraum und die Bahnhofsgaststätte untergebracht wurden. Neben dem Empfangsgebäude wurde wahrscheinlich zeitgleich ein Güterschuppen als eingeschossige Halle mit flachen Stufengiebeln mit Rampe auf einem Sockel aus Sandstein mit dem gleichen Ziegelmaterial errichtet. Der Güterschuppen wurde seitdem mehrfach verändert und erweitert. Am Hausbahnsteig wurde ein Bahnsteigdach errichtet.
1954 wurde im Bahnhof ein Relaisstellwerk der Bauform Dr S 2 in Betrieb genommen. Auf dem Hausbahnsteig wurde in den 1970er oder 1980er Jahren ein Stellwerksraum angebaut. Um 1990 wurden zwei Schrankenwärterhäuschen an der Prälat-Werthmann-Straße und an der Beinstraße abgebrochen.
Zum 6. Oktober 2014 wurde das Relaisstellwerk durch ein elektronisches Stellwerk ersetzt, das vom elektronischen Stellwerk Oberlahnstein Süd aus der Betriebszentrale Frankfurt ferngesteuert wird und seit Inbetriebnahme den Bahnhof Hattenheim und seit dem 11. April 2021 auch den Bahnhof Oestrich-Winkel fernstellt.
Im Jahr 2010 wurde der gesamte Bahnhof modernisiert und der zwischen Gleis 1 und 2 liegende Zwischenbahnsteig durch einen Außenbahnsteig an Gleis 2 ersetzt. Der Bahnsteig ist von Gleis 1 durch eine Unterführung mit Rampen zugänglich. Alle Nebengleise sind entfernt worden.
Das Empfangsgebäude ist verkauft worden. Im Inneren befindet sich ein Kiosk.
Im März 2023 begannen die Bauarbeiten einer P+R-Anlage im östlichen Teil des Bahnhofs.
Das im Aussehen mit Detailsverlust modernisierte, aber im Wesentlichen erhalten gebliebene Empfangsgebäude und der in guten Zustand befindliche Güterschuppen wurden als Kulturdenkmal nach dem Hessischen Denkmalschutzgesetz aus geschichtlichen und städtebaulichen Gründen unter Denkmalschutz gestellt.

## Verkehr
Der Bahnhof Geisenheim liegt im Tarifgebiet des Rhein-Main-Verkehrsverbundes. Der Bahnhof wird stündlich von der SPNV-Linie RB 10 (RheingauLinie) bedient, in der Hauptverkehrszeit auch halbstündlich..
| Linie | Verlauf | Takt                                                                   |
| ----- | --- | ---------------------------------------------------------------------- |
| RB 10 | RheingauLinie: Frankfurt (Main) Hbf – Frankfurt-Höchst – Mainz-Kastel – Wiesbaden Hbf – Wiesbaden-Biebrich – Wiesbaden-Schierstein – Niederwalluf – Eltville – Erbach (Rheingau) – Hattenheim – Oestrich-Winkel – Geisenheim – Rüdesheim (Rhein) – Assmannshausen – Lorch (Rhein) – Lorchhausen – Kaub – St. Goarshausen – Kestert – Kamp-Bornhofen – Filsen – Osterspai – Braubach – Oberlahnstein – Niederlahnstein – Koblenz Hbf – Koblenz Stadtmitte – Neuwied Stand: Fahrplanwechsel Dezember 2023 | 60 min 30 min (Frankf.–Assmannshausen) 30 min (Frankf.–KO Hbf zur HVZ) |

Auf den Bahnhofsvorplatz befindet die Bushaltestelle Geisenheim Bahnhof, an der die Linien 171, 183, 185, 187 Richtung Wiesbaden bzw. Rüdesheim, Marienthal und Presberg und im Berufsverkehr die Linie 265 Richtung Taunusstein halten, sowie ein Taxistand.